# Ourisia biflora
Ourisia biflora es una especie de planta con flores de la familia Plantaginaceae. O. biflora es endémica de hábitats de gran altitud en las montañas de los Andes tropicales del sur de Perú y el noroeste de Bolivia. Hugh Algernon Weddell describió O. biflora en 1860. Las plantas de O. biflora son hierbas pequeñas, perennes y rastreras, con hojas opuestas y peludas. Cada racimo corto tiene hasta dos flores, y cada flor tiene un cáliz regular y una corola larga, regular, tubular, de color blanco (teñida de rosa o violeta), con estambres incluidos dentro del tubo. El cáliz es peludo, y la corola no tiene pelos afuera pero es peludo adentro cerca de la abertura del tubo.

## Taxonomía
Ourisia biflora es una planta que pertenece a la familia  Plantaginaceae.  El botánico anglo-francés Hugh Algernon Weddell describió O. biflora en su libro, Chloris Andina, en 1860.  
El botánico e ingeniero de minas francés Gilbert Mandon recolectó el material tipo en 1857 en las montañas cercanas a Sorata en Bolivia.  El holotipo se encuentra en el Museo Nacional de Historia Natural de Francia (herbario P).  
Ourisia biflora es una de cinco especies de Ourisia en los Andes tropicales, junto con O. muscosa, O. pulchella, O. chamaedrifolia y O. cotapatensis.  Estas cinco especies pertenecen al subgénero herbáceo Ourisia.  De éstas, O. biflora es quizás la más parecida a O. muscosa, con la que comparte corolas  regulares y pequeñas (menos de 9 mm de largo) y hojas pequeñas (menos de 6 mm de largo). O. muscosa se distingue de O. muscosa por sus hojas crenadas, onduladas o subenteras (vs. hojas enteras en O. muscosa), corolas de más de 5,5 mm de largo (vs. menos de 5 mm), sépalos lanceolados o estrechamente ovados (vs. ovados o muy ampliamente ovados) y brácteas florales bajas en el pedicelo y que no cubren el cáliz (vs. mucho más arriba en el pedicelo que cubren el cáliz de cada flor).  En comparación con Ourisia muscosa, O. biflora es más grande (>11,6 mm de alto) y tiene hojas más grandes (>3,5 mm de largo) también. 

## Descripción
Las plantas de Ourisia biflora son hierbas perennes y rastreras. Los tallos cortos miden 1,1–1,4 mm de ancho y son glabras (sin pelos) o pilosas con pelos cortos pero no glandulares. Las hojas están agrupadas, a menudo en penachos, opuestas, pecioladas, de 3,5 a 6,1 mm de largo por 2,6–4,4 mm de ancho (relación largo:ancho 1,3–1,4:1). Los pecíolos de las hojas miden 1,3–7,0 mm de largo y son escasamente pilosos, con pelos cortos no glandulares, principalmente cerca de los bordes de las hojas. Las láminas de las hojas son estrechamente ovadas u ovaladas, y son más anchas debajo de la mitad, con un ápice redondeado o subagudo, una base generalmente cuneiforme y bordes oscuramente dentados. Las hojas son peludas, en ambas superficies, con pelos no glandulares y cortos que están escasamente a densamente distribuidos. Las inflorescencias son erectas, con racimos peludos de hasta 13 mm de largo, con 1 o 2 nudos florales y hasta 2 flores en total por racimo. Cada nudo floral tiene 1 flor y 2 brácteas pecioladas (o casi sésiles) que son oblanceoladas o estrechamente obovadas. Las brácteas son similares a las hojas pero más pequeñas, de 3,3–4,6 mm de largo y 1,4–1,6 mm de ancho. El pedúnculo es de hasta 3,4 mm de largo y también tiene pelos cortos, no glandulares, distribuidos de forma escasa o densa. El cáliz mide 3,1–3,8 mm de largo, y es irregular, con cinco lóbulos, de los cuales tres están divididos a la mitad de la longitud del cáliz, y dos están divididos a tres cuartos de la longitud del cáliz; el exterior del cáliz está densamente piloso con pelos cortos no glandulares. La corola mide menos de 9 mm de largo (incluyendo un tubo de la corola  de 5,3–6,0 mm de largo), regular, en forma de embudo tubular, de color blanco y teñido de rosa o violeta, glabro en el exterior y densamente piloso en el interior cerca de la abertura del tubo. Los lóbulos de la corola son de 1,3–2,8 mm de largo, extendidos, obovados u obcordados y con bordes irregulares. Hay 4 estambres que son didinamos, con dos estambres largos (que están incluidos dentro del tubo de la corola o llegan a la abertura del tubo), y dos estambres cortos (que están incluidos); también está presente un estaminodio corto. No se han descrito los frutos, semillas, ovario ni estilo. 
Ourisia biflora florece en noviembre, pero se desconoce su período de fructificación. 
Se desconoce el número de cromosomas de Ourisia biflora. 

## Distribución y hábitat
Ourisia biflora se encuentra sólo en el altiplano del sureste de Perú y el noroeste de Bolivia entre aproximadamente 14°–16°S.   Esta especie se encuentra en rocas en hábitats de puna húmeda de gran altitud, entre 3500–5000 m sobre el nivel del mar.   Hay pocos ejemplares de herbario u observaciones de O. biflora.    La especie ha sido observado recientemente en Perú en el departamento de Cusco  y la cordillera de Carabaya en el departamento de Puno,  y en Bolivia en el departamento de La Paz  incluyendo el Parque Nacional Madidi. 

## Filogenia
Cuatro de las cinco especies andinas tropicales de Ourisia estaban incluidas en el análisis filogenético de todas las especies del género Ourisia, utilizando marcadores de secuenciación de ADN estándar (dos marcadores de ADN ribosómico nuclear y dos regiones de ADN de cloroplasto ) y datos morfológicos, sin embargo no se pudo incluir a O. biflora.  